# Dariusz Rudnicki
Dariusz Rudnicki (Dzierżoniów, voivodat de Baixa Silèsia, 28 de juny de 1981) va ser un ciclista polonès, professional del 2001 al 2012.

## Palmarès
- 2002
  - Vencedor d'una etapa al FBD Insurance Rás
- 2003
  -  Campió de Polònia en ruta sub-23
  - 1r a la Dookoła Mazowsza
- 2004
  - Vencedor d'una etapa a la Cursa de la Solidaritat Olímpica
- 2005
  - Vencedor d'una etapa al Bałtyk-Karkonosze Tour
  - Vencedor d'una etapa a la Dookoła Mazowsza
- 2009
  - Vencedor d'una etapa a la Dookoła Mazowsza